# Brigitte Young
Brigitte Young (Groß Sankt Florian, 26. svibnja 1946.), austrijska je razvojna ekonomistica i politologinja, stručnjakinja za međunarodnu političku ekonomiju te publicistkinja. Bavi se i vanjskotrgovinskim poslovanjem, monetarnom politikom i gospodarskim učincima globalizacije. Surađivala je i s ustanovama i tijelima Europske unije i SAD-a na stvaranju gospodarskih okvira i provođenju monetarne politike.
Studirala je na Kalifornijskom sveučilištu Santa Barbara, Kalifornijskom sveučilištu Davis i Sveučilištu Wisconsin-Madison. Nakon obrane doktorata na temu međunarodne političke ekonomije predaje na Sveučilištu Wesleyan u Connecticutu, Sveučilišta Georgetown u Washingtonu, kasnije i na Slobodnom berlinskom sveučilištu.
Godine 1999. postala je profesoricom političkih znanosti na Münsterskom sveučilištu, na čijem je Institutu za političke znanosti 2011. postala profesorom emeritusom međunarodne političke ekonomije. Kao gostujući profesor predavala je i na Science Politique u Parizu, Srednjoeuropskom sveučilištu te Sveučilištu u Warwicku.
Autorica je više knjiga i više desetaka članaka u znanstvenim i stručnim časopisima.